# Thallium(I)-carbonat
Thallium(I)-carbonat ist eine anorganische chemische Verbindung des Thalliums aus der Gruppe der Carbonate.

## Gewinnung und Darstellung
Thallium(I)-carbonat kann durch Reaktion einer heißen Thallium(I)-hydroxidlösung mit Kohlendioxid gewonnen werden.
{\displaystyle \mathrm {2\ TlOH+CO_{2}\longrightarrow Tl_{2}CO_{3}+H_{2}O} }

## Eigenschaften
Thallium(I)-carbonat ist ein farbloser Feststoff, der in Form nadelförmiger Kristalle mit scharfem enantiotropem Umwandlungspunkt bei 228 °C vorliegt und löslich in Wasser ist. Es ist das einzige gut in Wasser lösliche Schwermetallcarbonat. Er ist nicht hygroskopisch und an Luft bis 175 °C ohne merkliche Veränderung haltbar. Seine wässrige Lösungen reagieren infolge Hydrolyse stark basisch. Es schmilzt zu einer dunkelgrauen Masse. Die Verbindung besitzt eine monokline Kristallstruktur mit der Raumgruppe C2/m (Raumgruppen-Nr. 12). Bei sehr hohen Drücken wird diese jedoch zerstört.

## Verwendung
Thallium(I)-carbonat kann zur Herstellung künstlicher Diamanten und zum Test auf Kohlenstoffdisulfid verwendet werden.